# Terminologia Esperanto-Centro
Das Terminologia Esperanto-Centro (TEC) ist das Terminologiezentrum des Esperanto-Weltbundes (UEA). Es wurde 1985 von der UEA initiiert und 1987 offiziell gegründet.

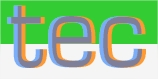
Das Terminologiezentrum der UEA: TEC

## Geschichte
In den 1950er Jahren hatten der Internationale Esperantisten-Wissenschaftsverband (ISAE) und die Akademio de Esperanto („Esperanto-Akademie“) ein Terminologiezentrum gegründet, das Rudolf Haferkorn leitete. 1970 übernahm Rüdiger Eichholz die Aufgabe. Durch seine Arbeit und mithilfe ca. 200 esperantosprachiger Fachleute wurde der Bilder-Duden ins Esperanto übertragen.

## Ziele
Hauptziel des TEC ist die Koordination im Bereich der Esperanto-Terminologie. Da die Esperantisten überall auf der Welt verstreut sind, erfolgt dies heutzutage vor allem über das Internet. So bietet z. B. die Webseite des TEC Informationen für esperantosprachige Fachleute, die sich zum Ziel setzen, selbst ein- oder mehrsprachige Esperanto-Fachwörterbücher zu verfassen (die UEA führt eine Liste aller erschienenen Esperanto-Fachwörterbücher ab 1980).

## Mitarbeit
Durch den Esperanto-Weltbund arbeitet TEC indirekt mit internationalen Organisationen wie der Internationalen Organisation für Normung und dem Internationalen Informationszentrum für Terminologie (Infoterm) in Wien (als assoziiertes Mitglied) zusammen.

## Veranstaltungen
In letzter Zeit haben keine von TEC veranstalteten Versammlungen stattgefunden.